# Neoscona cereolella
Neoscona cereolella là một loài nhện trong họ Araneidae.
Loài này thuộc chi Neoscona. Neoscona cereolella được Embrik Strand miêu tả năm 1907.